# Euploea amarynceus
Euploea amarynceus är en fjärilsart som beskrevs av Hans Fruhstorfer 1910. Euploea amarynceus ingår i släktet Euploea och familjen praktfjärilar. Inga underarter finns listade i Catalogue of Life.